# COSAFA Senior Challenge 2010
Die COSAFA Senior Challenge 2010 sollte vom 13. bis zum 27. November 2010 in Angola stattfinden. Die angolanische Regierung konnte jedoch kurzfristig keine Garantien für die Ausrichtung des Turniers geben, so dass am 19. Oktober die Absage durch die COSAFA stattfand.
Die 14. Auflage des Turniers sollte dann im Januar 2011 voraussichtlich in Mosambik stattfinden, wurde aber am 17. Oktober 2010 komplett abgesagt.
Acht Mannschaften aus dem südlichen Afrika hätten hier um den Titel des „Meisters des südlichen Afrikas“ spielen sollen.

## Vorrunde/Qualifikation
Die acht am schlechtesten in der FIFA-Weltrangliste im September 2010 platzierten Mitgliedsverbände der COSAFA hätten in einer Qualifikation in zwei Gruppen zu je vier Mannschaften gegeneinander antreten müssen. Die Gewinner der Gruppenspiele wären für die Endrunde (Viertelfinale) qualifiziert gewesen und hätten das Feld der acht Mannschaften komplettiert.
Die Qualifikation beziehungsweise Vorrunde wäre im Rundenturnier-Modus ausgetragen worden.

## Endrunde
Die Endrunde wäre im K.-o.-System ausgespielt worden.

### Teilnehmer
Sechs teilnehmenden Länder, die im September 2010 die höchsten Platzierungen in der FIFA-Weltrangliste innehaben, waren für die Endrunde (Viertelfinale) automatisch qualifiziert.
- Angola
- Botswana
- Malawi
- Mosambik
- Südafrika
- Sambia
- Sieger Gruppe A aus Vorrunde/Qualifikation
- Sieger Gruppe B aus Vorrunde/Qualifikation